# Cmentarz ewangelicki na Stawkach w Toruniu
Cmentarz ewangelicki na Stawkach w Toruniu – nieczynny cmentarz wyznania ewangelickiego znajdujący się na Stawkach w Toruniu, położony przy ulicy Łącznej 38. Zajmuje powierzchnię 0,17 ha. Ma on kształt czworokąta, zbliżonego do trapezu. Jest położony na niewielkim wzniesieniu.
Na cmentarzu zachowało się co najmniej 120 nagrobków. Na 53 znajdują się elementy z napisami. Dotychczas udało się w pełni lub częściowo zidentyfikować 21 zmarłych.
Nieznana jest dokładna data założenia cmentarza. Istniał on co najmniej od 1878 roku. Najstarszy zachowany nagrobek pochodzi prawdopodobnie z III ćw. XIX wieku. Jest to podstawa z inskrypcją pisaną kursywą pod ucięty krzyż żeliwny. 18 marca 1899 roku Wydział Powiatowy zatwierdził, że nekropolia należy do gminy wiejskiej Stawki. Decyzja ta sprawiła, że obiekt przy kilka lat miał charakter komunalny. W latach 1904–1905 był to jeden z cmentarzy ewangelickiej grupy wyznaniowej Rudak-Stawki. Według zachowanych relacji na cmentarzu chowano ofiary epidemii cholery, jednak nie wiadomo, w którym roku epidemia nastąpiła. Do 1920 roku na cmentarzu chowano żołnierzy wyznania ewangelickiego, stacjonujących w pobliskich fortach. Ze względu na przepełnienie, na początku XX wieku ewangelicka grupa wyznaniowa Rudak-Stawki wybudowała nowy cmentarz, który znajdował się przy dzisiejszej ulicy Turkusowej. Po II wojnie światowej cmentarz popadł w zapomnienie i był dewastowany przez złodziei. W 1994 roku dostrzeżono orientację nagrobków i mogił oraz ustalono, że cmentarz jest jednokwaterowy. Podczas inwentaryzacji dopatrzono się 27 nagrobków. W 2009 roku z inicjatywy mjr. Henryka Rochnińskiego podjęto się nieudanej próby wycinki roślinności. Podczas prac dopatrzono się 60 nagrobków. W marcu 2015 roku Stowarzyszenie Stawki, grupa Lapidaria oraz Zespół Szkół nr 34 przeprowadzili prace porządkowe, przeprowadzone na zlecenie Wydziału Środowiska i Zieleni. Podczas prac odsłonięto 121 nagrobków. W 2018 roku społecznicy przeprowadzili prace porządkowe w południowej części cmentarza.
W południowo-zachodniej części cmentarza znajdowała się kwatera dziecięca.